# 인민주의
인민주의(러시아어: наро́дничество 나로드니체스트보[*], 영어: Narodnism)는 무정부주의와 허무주의의 영향을 받아 19세기 러시아에서 나타난 극좌 사상이다. 인민주의를 이념으로 삼는 인텔리겐치아를 인민주의자(러시아어: народники 나로드니키[*])라고 했다.
주로 1870년경에서 20세기 초엽에 러시아의 혁명 운동을 지도하였고, 차리즘에 대한 극도의 증오와 러시아 농민에 대한 맹목적인 애정을 기조(基調)로 하였다. '인민의 속으로 (브 나로드)' 들어가서 계몽 운동을 일으켜, 농민의 힘으로 차르를 타도하고, 공화 정부를 수립하려는 운동이었다. 이들은 자본주의의 발달을 부정하고 농민을 주된 혁명세력으로 파악하여 러시아에 잔존하는 농촌공동체를 기초로 하는 사회주의를 주장하였다.
그러나 혁명의 중심 세력인 농민의 계몽 운동이 실효를 거두지 못하자, 대중을 제외하고 개인의 테러 행위로 혁명을 수행하려 하였다. 또 혁명운동에서 탈락하여 부동의 이익을 대표하게 된 자도 있었다. 그 후, 1890년대의 자본주의의 발전과 블라디미르 레닌 등의 비판을 받아 그들의 영향력은 사라지고 마르크스주의자들이 대신 대두하게 되었다. 이 운동의 대표자는 알렉산드르 게르첸, 미하일 바쿠닌, 표트르 라브로프, 니콜라이 미하일롭스키 등이고, 당파로서는 토지와 자유파, 인민의 의지파, 흑토재분할파(黑土再分割派) 등의 각 파가 있었다.
러시아에서는 헤르젠, 벨린스키가 공화주의 사상을 받아들이고 있었다. 1870년대~1880년대에 이르자, 바쿠닌의 영향을 강하게 받은 지식인과 학생들을 중심으로 인민주의 운동을 활발히 전개했다. 그들은 농민들을 높이 평가하고, 농민을 혁명 운동의 주체로 조직해, 농촌 공동체를 기초로 공화주의 건설이 가능하다고확신했다. 그들은 '토지와 자유당' 조직을 결성하고, '브 나로드'(국민속으로)를 표어로 농촌에 들어가 농민을 조직하고자 했으나, 황제에 대한 충성이 두터웠던 농민들의 지지를 얻을 수 없었다. 좌절한 인민주의자들 가운데 일부는 민중계몽을 포기하고 니힐리즘의 영향 아래 테러리즘으로 노선을 변경했다. 이들은 인민의 의지당이라는 결사를 조직해 1881년 러시아 제국 황제 알렉산드로 2세를 제거, 암살한다.
이 때문에 그들은 후에 알렉산드르 3세의 더욱더 가혹한 전제정치에 극심한 탄압을 받게되고, 조직도 분열했다. 이들 공화주의자들은 이론상 러시아 내에 황권주의 발달을 부정했으므로 마르크스주의가 보급됨에 따라 운동도 쇠퇴했다.

## 같이 보기
- 브나로드 운동